# Abreiro
Abreiro é uma povoação portuguesa sede da Freguesia de Abreiro do Município de Mirandela, freguesia com 24,20 km² de área e 200 habitantes (censo de 2021), tendo, por isso, uma densidade populacional de 8,3 hab./km².
Tem como principal atração o pelourinho centenário. A cerca de dois quilómetros da aldeia está localizada a Estação Ferroviária de Abreiro, servida pela Linha do Tua (atualmente, em funcionamento apenas entre as estações do Cachão e Carvalhais).

## Etimologia
Para uns, a denominação da povoação provém da palavra árabe ábara (transliteração: ابارا), que quer dizer "entrar ou passear de um lado para o outro", mas há quem entenda que resulta do nome próprio Abrário, usado na Idade Média. A tradição popular opta pela versão que explica o topónimo com a expressão "abre-te rio", numa alusão ao Tua, que, nesta zona, alarga as margens e o leito.

## História
Abreiro foi vila e sede de concelho entre 1225 e o início do século XIX. Era constituído pelas freguesias de Abreiro, Navalho e Sobreira. Tinha, em 1801, 664 habitantes. Aquando da extinção as suas freguesias foram integradas nos concelhos de Lamas de Orelhão e Murça.
Em 1747, Abreiro era uma vila, subordinada no secular estava subordinada à Ouvidoria de Vila Real, e no eclesiástico à Comarca da Torre de Moncorvo e  Arcebispado de Braga, pertencendo à Província de Trás-os-Montes, distando da vila de Torre de Moncorvo cinco léguas ao Noroeste. Era do Marquesado de Vila Real, ao qual pagava cada morador da vila e seu termo seis reis de foro, vindo tudo a importar nove ou dez tostões. Era cabeça de concelho da jurisdição de Malta, terra do Senhor Infante D. Pedro. Deu-lhe foral ElRei D. Sancho I no ano de 1225. Era terra pouco sadia, quente e de ruins águas.
A igreja paroquial era dedicada a Santo Estêvão, estando fundada em vale fora do povoado, donde se descobria de povoações somente a vila do Vieiro. Tinha três altares, o maior com o sacrário, e a imagem do Santo Patrono, e dois colaterais, um de Nossa Senhora e o outro de Cristo Crucificado. O pároco era vigário, da apresentação do Bailio de Leça, a quem pertencem os dízimos desta vila. Rendia a vigairia 8.600 reis em dinheiro, quarenta alqueires de trigo, e dois mais para hóstias, dois almudes de vinho, e seis arráteis de cera.
Havia dentro da vila duas ermidas, uma de Santa Luzia, e outra de São Clemente, e outra do Espírito Santo que era de pessoa particular. Fora da vila, a um lado dela, na serra chamada por isso de Santa Catarina Virgem Mártir, há uma ermida desta santa, onde ainda então se viam vestígios de muralhas; e atestava a comum tradição que fora nos tempos antigos povoação dos árabes. Havia nesta ermida uma irmandade da Santa, erecta por Bula Pontifícia, e celebrava-se a sua festa a 25 de abril.
Pelo que tocava ao civil, governava-se por dois juízes ordinários, vereadores com seus oficiais, subordinados ao ouvidor da Comarca de Vila Real, que os confirmava e entrava em correição desta vila. No militar tinha capitão com uma companhia de ordenança da vila e seu termo, que reconhecia ao capitão-mor da vila de Freixiel.
Compunha-se a vila de setenta vizinhos, e gozavam os seus moradores dos privilégios de Malta, que são: não pagar foros de prazos; estar isentos de ir à guerra, exceptuando quando fosse necessário para Malta.
Os frutos que recolhiam em maior abundância eram trigo, centeio, feijões e vinho. Também era abundante de caça miúda, do ar e rasteira, de coelhos e perdizes; e não o era menos de peixe, que lhe deixava o rio Tua, que corria junto à vila.
Pertenciam à sua freguesia os lugares de Milhais, Longra, Navalho, e a metade do lugar de São Brás da Sobreira.

## Demografia
A população registada nos censos foi:
| Distribuição da População por Grupos Etários | Distribuição da População por Grupos Etários | Distribuição da População por Grupos Etários | Distribuição da População por Grupos Etários | Distribuição da População por Grupos Etários |
| -------------------------------------------- | -------------------------------------------- | -------------------------------------------- | -------------------------------------------- | -------------------------------------------- |
| Ano                                          | 0-14 Anos                                    | 15-24 Anos                                   | 25-64 Anos                                   | > 65 Anos                                    |
| 2001                                         | 43                                           | 32                                           | 145                                          | 91                                           |
| 2011                                         | 25                                           | 26                                           | 118                                          | 88                                           |
| 2021                                         | 10                                           | 14                                           | 88                                           | 88                                           |

## Economia
Abreiro tem uma das maiores manchas de figueiras e uma grande tradição nesta cultura. Em Abreiro saem todos anos, em média, 15 a 20 mil quilos de figos, com a venda garantida a intermédios que se deslocam à aldeia para negociarem com os produtores.

## Património
- Pelourinho de Abreiro - século XVI
- Ponte de Abreiro - idade média
- Cruzeiro de Abreiro - século XVIII

## Povoações
- Abreiro
- Milhais